# Ateńska II
Ateńska II – osiedle mieszkaniowe domów jednorodzinnych szeregowych w dzielnicy Praga-Południe w Warszawie.

## Położenie i charakterystyka
Osiedle Ateńska II znajduje się na warszawskiej Pradze-Południe, na obszarze Miejskiego Systemu Informacji Saska Kępa. Zostało wybudowane przed 1989 rokiem według projektu Jerzego Kumelowskiego. Jest położone w rejonie ulic: Algierskiej, Libijskiej, Marokańskiej i Wału Miedzeszyńskiego. W sąsiedztwie znajdują się: osiedle budynków wielorodzinnych Ateńska wzniesione w latach 1971–1976 według projektu Lucjana Dutkowskiego i Tadeusza Koźmińskiego oraz osiedle domów jednorodzinnych Ateńska III wybudowane w latach 1996–1997 według projektu Wojciecha Hermanowicza, Piotra Majewskiego i Andrzeja Wyszyńskiego.

## Architektura
Architektura osiedla inspirowana jest rozwiązaniami skandynawskimi, zwłaszcza duńskimi. W jego skład wchodzi kilka rodzajów budynków w zabudowie szeregowej. Cechami charakterystycznymi są jednospadowe dachy, trójkątne ściany szczytowe oraz ceglane elewacje.
Jerzy S. Majewski określił architekturę budynków jako skromną i ponadczasową, zwrócił uwagę na udane formy. W projekcie miejscowego planu zagospodarowania przestrzennego obszaru Gocławia w rejonie Wału Miedzeszyńskiego z 2023 roku wskazano na konieczność zachowania układu urbanistycznego osiedla i jego walorów przestrzennych. Ateńska II została także zaliczona do dóbr kultury współczesnej Warszawy według projektu studium uwarunkowań i kierunków zagospodarowania przestrzennego Warszawy z 2023 roku.